# اعتیاد به بازی ویدئویی
اعتیاد به بازی ویدیویی به طور کلی به عنوان استفاده مشکلی و اجباری از بازی‌های ویدئویی تعریف می‌شود که منجر به اختلال قابل توجهی در توانایی یک فرد برای فعالیت در حوزه‌های مختلف زندگی در مدت زمان طولانی می‌شود. این مفاهیم و مفاهیم مرتبط، موضوع تحقیقات، بحث و گفتگوی قابل توجهی در میان متخصصان در چندین رشته بوده‌است و بحث و جدال‌هایی را در جوامع پزشکی، علمی و بازی‌ها ایجاد کرده‌است. این اختلالات را می‌توان زمانی تشخیص داد که فردی به هزینه انجام مسئولیت‌های روزمره یا پیگیری علایق دیگر بدون در نظر گرفتن عواقب منفی، به انجام فعالیت‌های بازی بپردازد. همان‌طور که توسط آی‌سی‌دی-۱۱ تعریف شده‌است، معیار اصلی این اختلال عدم کنترل خود فرد بر بازی است.
سازمان جهانی بهداشت اختلال بازی را در یازدهمین بازنگری در طبقه‌بندی بین‌المللی بیماری‌ها (ICD) قرار داد. انجمن روان‌پزشکی آمریکا (APA) اگرچه اظهار داشت که شواهد کافی برای گنجاندن اختلال بازی در اینترنت در راهنمای تشخیصی و آماری اختلال‌های روانی در سال ۲۰۱۳ وجود ندارد، اما آن را شایسته مطالعهٔ بیشتر دانست.
دکتر پتروس لونیس، مدیر دپارتمان روانشناختی مؤسسه پزشکی راتگرز نیوجرسی آمریکا در رابطه با اعتیاد به بازی‌های ویدیویی می‌گوید
بر اساس آخرین آمار منتشر شده توسط سازمان سرگرمی‌های نرم‌افزاری ایالات متحده آمریکا، نزدیک به ۲٫۶ میلیارد نفر از جمعیت ۷٫۶ میلیاردی دنیا (شامل دو سوم جمعیت خانواده‌های آمریکایی) به طور مداوم بازی می‌کنند. به علاوه پیش‌بینی می‌شود درآمد سالیانه صنعت گیم طی سه سال آینده با ۳۱ درصد رشد به نرخ ۱۸۰٫۱ میلیارد دلار در سراسر دنیا برسد. عنوان فورتنایت بتل رویال هم که این روزها تب داغی دارد و گاهی هم در مورد مشکلات پیرامون اعتیاد به آن سخن به میان می‌آید، چند وقت پیش اعلام کرد در یک ماه حدود ۳۰۰ میلیون دلار درآمدزایی کرده‌است
دکتر لونیس در این زمینه می‌گوید «گاهی مراجعه‌کنندگانی دارم که به گفته خودشان از اعتیاد به بازی Candy Crush Saga رنج می‌برند، و اساساً شرایط سلامت آنها مشابه با کسانی است که گرفتار مواد مخدری مانند کوکائین شده‌اند. زندگی آنها تقریباً از هم پاشیده، روابط شخصی بسیار شکننده‌ای دارند و حتی از نظر سلامت جسمانی نیز در خطر جدی قرار گرفته‌اند.

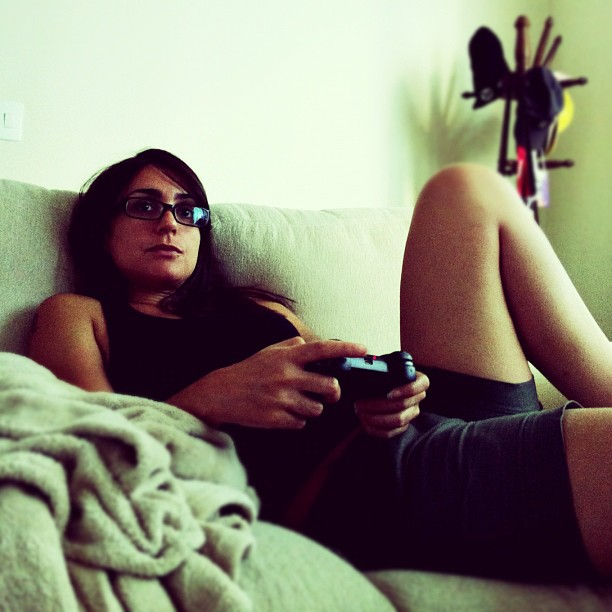
یک گیمر در مارس ۲۰۱۲‏

با همه این تفاسیر و افزایش نرخ مراجعه برای درمان اعتیاد به بازی‌های ویدیویی، شرکت‌های بیمه سلامت در سراسر جهان به ندرت این شاخه را تحت پوشش خود قرار می‌دهند و علاوه بر این پزشکان منابع تخصصی و مشخصی در اختیار ندارند.
تاکنون چندین کمپ صحرایی و مرکز توانبخشی در این زمینه مشغول به کار شده‌اند، اما معمولاً این گونه فعالیت‌ها نیازمند صدها هزار دلار هزینه هستند، به علاوه اینکه همچنان موفقیت روش‌های درمانی پیرامون آن اثبات نشده‌اند. پزشکان عمومیِ سلامت روان در حال حاضر به شدت در تلاش هستند تا درمان‌هایی مشابه با اضطراب و اعتیاد به الکل را برای بیمارانی که به بازی‌های آنلاینی مانند وارکرافت میل شدید دارند، ارائه کنند
متأسفانه بازیکنان به این سادگی‌ها هم نمی‌توانند کمکی پیدا کنند. خانم کیم دیوریس، یکی از مالکان گیفت‌شاپ‌های شهر توسان، بعد از آنکه اعتیاد به بازی‌های ویدیویی موجب شد پسرش نتواند دانشگاهش را به اتمام برساند و شغل مناسبی برای خودش دست و پا کند، نزدیک به دو سال تلاش کرده تا متخصصی در این زمینه پیدا کند؛ اما هرگز موفق نشده‌است.

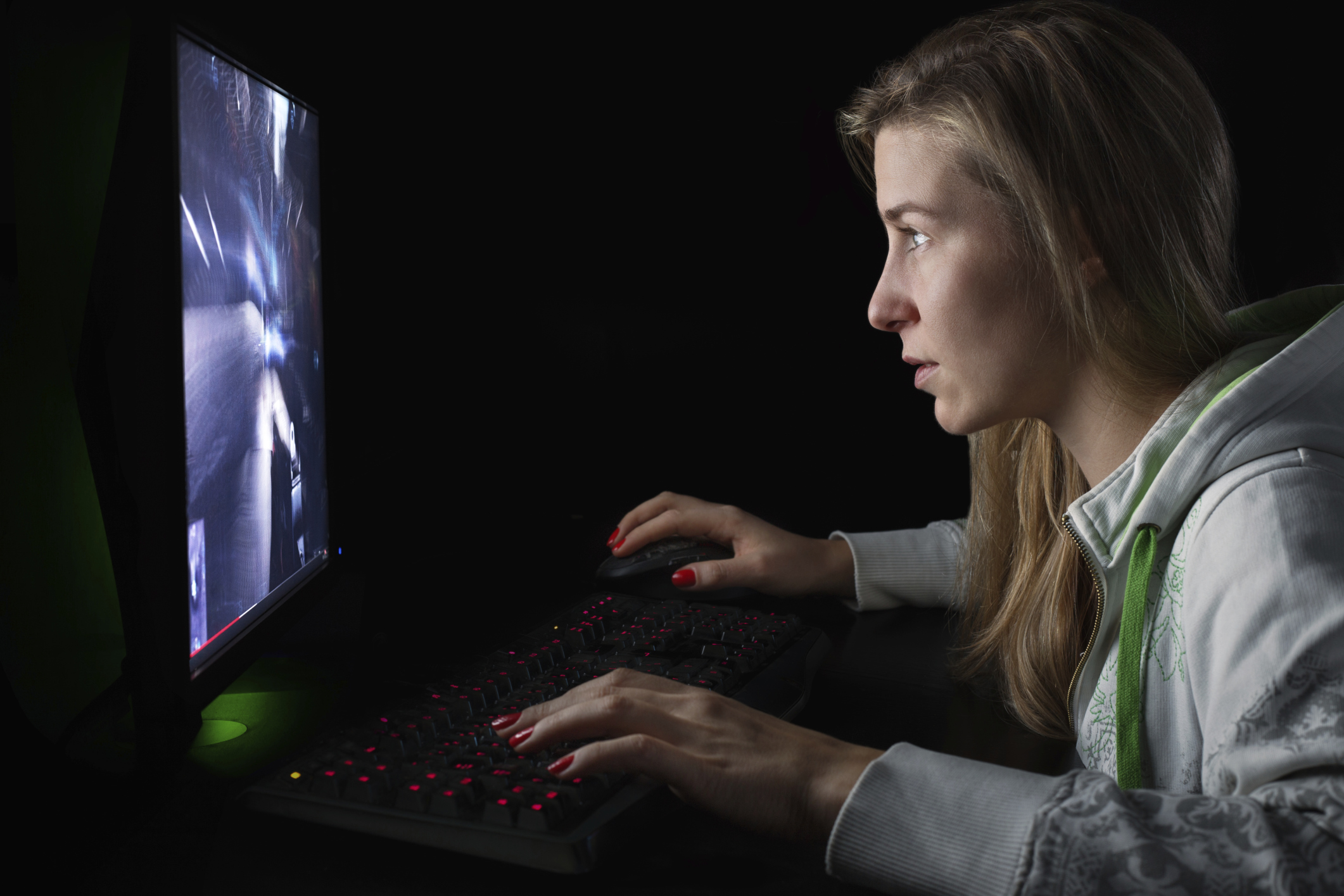
یک گیمر درحال بازی تیراندازی، فوریه ۲۰۱۶‏

خانم دیوریس می‌خواهد کسی را پیدا کند تا وضعیت وخیم پسرش، یعنی خیره شدن ۱۶ ساعته به مانیتور در روز و در عین حال خوردن تنقلات و گوش دادن به موسیقیِ خشن و کل کل کردن از پشت هدست و ارائه استراتژی‌های عجیب و غریب برای بازی League of Legends را به خوبی درک کند و راهی مناسب برای رهایی از آن ارائه نماید.
او با نارضایتی و دلسردی می‌گوید «متخصصی برای درمان پسرم وجود ندارد. هرگز ندیدم کسی بتواند اعتیاد به بازی‌های ویدیویی را درک و سپس آن را اصلاح کند». خانم دیوریس اخیراً تلاش می‌کند تا با جلوگیری از بازی کردنِ پسر ۲۴ ساله‌اش بعد از ساعت ۱۱ شب، تا حدی به او کمک نماید. «گاهی شنیدن صدای کوبیدن دکمه‌های کیبورد سیستم پسرم باعث ناراحتی شدید من می‌شود». پسر کیم از هرگونه مصاحبه خودداری کرده‌است.
یکی از مطالعات عمده دهه اخیر که در سال ۲۰۰۹ منتشر شد حکایت از اعتیاد ۹ درصد از بازیکنان به بازی‌های ویدیویی مورد علاقه‌شان داشت. بسیاری از متخصصین در حال حاضر معتقدند با پیشرفت صنعت گیم، اجتماعی‌تر و قابل حمل شدن بازی‌ها (نرخ عناوین اعتیادآور روی پلتفرم تلفن‌های هوشمند به شدت در حال رشد است)، درصد ذکر شده به صورت مداوم در حال افزایش است.
نانسی پتری، یکی از پزشکان فوق تخصص در زمینه اعتیاد و روان‌شناسی در دانشگاه کنتیکت می‌گوید: «ما هنوز با راه و روش درمان و مقابله با ناهنجاری استفاده بیش از حد از بازی‌های ویدیویی آشنا نیستیم؛ چراکه این موضوعی جدید و البته پدیده‌ای دشوار است.
سابقه مقابله با اعتیاد به بازی‌های ویدیویی و مراکز بازپروری اعتیاد و کنترل بازیکنان غیرقابل کنترل در قاره آسیا به خصوص آسیای شرقی بسیار طولانی‌تر از اروپا و آمریکا است. کره جنوبی به عنوان یکی از پیشروان این مسئله، علاوه بر توسعه کلینیک‌های درمان اعتیاد به بازی‌های ویدیویی، از سال‌ها پیش دست به قطع پورتال‌های آنلاین گیمینگ از ساعت ۱۲ شب الی ۶ صبح زده‌است که به نظر راهکار جالبی می‌رسد.

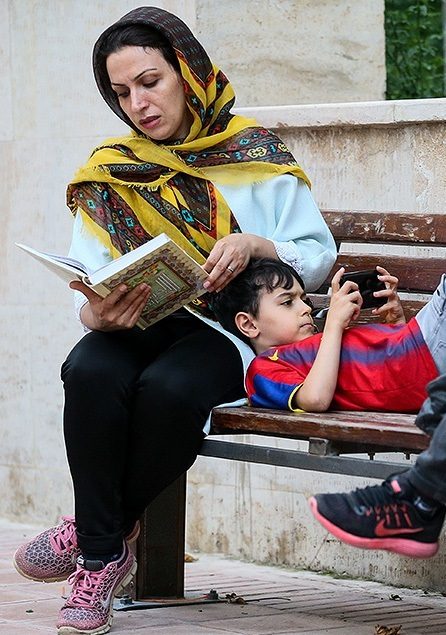
یک کودک درحال موبایل گیمینگ، مه ۲۰۱۸‏

در ایالات متحده آمریکا مورد توجه قرار گرفتن بازیکنانِ گرفتار اعتیاد بیشتر در حاشیه قرار دارد؛ بسیاری از والدین و بیماران تنها از طریق گوگل یا مشارکت در انجمن‌های اینترنتی به راهکارهایی دست پیدا می‌کنند و اغلب بازیکنان از جدی گرفته نشدن توسط روانشناسان و پزشکان گلایه دارند. تا این لحظه هیچ سازمان رسمی و مستقلی در این زمینه در خاک آمریکا تأسیس نشده‌است.
در واقع مورد توجه قرار گرفتن مسئله اعتیاد به بازی‌های ویدیویی و دسته‌بندی علمی آن توسط سازمان بهداشت جهانی (با وجود مخالفت‌ها و مقاومت‌ها) می‌تواند راهگشای موسسات و مراکز درمانی برای ارائه راه حل و پایِ میز کشیدن مسئولان و متخصصین باشد.
هیلاری کَش یکی از اعضای هیئت مدیره شرکت نام برده می‌گوید مدت زیادی در حال کار برای صدور گواهینامه مختص ناهنجاری‌های مرتبط با اعتیاد از جمله اینترنت و بازی‌های ویدیویی بوده‌است. وی مدعی است هنگامی که در کنفرانس سلامت روانی سخنرانی می‌کرده، متوجه شده برخی از مشاوران و متخصصین یادداشت‌هایی در شاخهٔ دیوانگی نوشته‌اند.
دکتر کَش می‌گوید درمانگران اعتیاد این روزها بیش از پیش به ناهنجاری بازی‌های ویدیویی مرتبط می‌شوند و بسیاری از آنها نیز راه و روش اختصاصی خودشان را برای آن ارائه می‌نمایند. «آنها تلاش می‌کنند تا بهترین درمان را برای این مسئله بیاموزند و ارائه کنند.